# Илим (Свердловская область)
Илим — посёлок в Шалинском районе Свердловской области России. Входит в Шалинский муниципальный округ.
Ранее посёлок входил в состав Сылвинского сельсовета Шалинского района.

## Название
Название получил по названию реки Илим от мансийского слова «ялым» — невод, сеть, которое заимствовано из тюркских языков (башкирское «йылым», татарское «жилым» — невод).

## Население
| 2002 | 2010 | 2021 |
| ---- | ---- | ---- |
| 929  | ↘770 | ↘584 |

## География
Посёлок Илим расположен в лесной местности, на западе Свердловской области, к западу от русла реки Чусовой. Посёлок находится на водоразделе речных бассейнов Сылвы и Чусовой. В Илиме берут истоки реки Култыш (правый приток Сылвы), Листвянка и Якимовка (левые притоки реки Илим, левого притока Чусовой). Посёлок находится примерно к северо-западу от Екатеринбурга, приблизительно в 140 километрах от города по автодороге, и к северо-востоку от посёлка городского типа Шаля, в 19 километрах по автодороге.

## История
По одной версии, Илим был основан при строительстве Западно-Уральской железной дороги (сейчас участок Калино — Кузино Свердловской железной дороги). По данным местных краеведов, посёлок основан в 1910 году.

## Инфраструктура
В Илиме имеются клуб с библиотекой, средняя школа, почтовое отделение, социально-реабилитационный центр для несовершеннолетних «Надежда».

## Промышленность
- ООО «Илимский леспромхоз»
- ООО «Илимлес»
- ООО «Лесовик»
- КФХ «Сафроновой»

## Достопримечательности
- Водокачка системы Пухова
- Памятник погибшим в годы Гражданской войны
- Обелиск памяти павших в годы Великой Отечественной войны.